# Maria de Jerusalém
Maria (1192 – 1212) foi uma rainha soberana do Reino de Jerusalém entre os anos de 1205 a 1212. Era filha de Conrado de Monferrato, marquês de Monferrato. Morreu logo após o parto de sua filha Isabel.